# Ruth Becquart
 (février 2022).
Si vous disposez d'ouvrages ou d'articles de référence ou si vous connaissez des sites web de qualité traitant du thème abordé ici, merci de compléter l'article en donnant les références utiles à sa vérifiabilité et en les liant à la section « Notes et références ».
Pour les articles homonymes, voir Becquart.
Ruth Becquart, née à Brecht (Belgique) en 1976, est une actrice belge.

## Biographie
Ruth Becquart est diplômée en théâtre en 1999 du Studio Herman Teirlinck à Anvers et commence sa carrière par des projets théâtraux artistiquement innovateurs. Elle travaille avec des personnalités comme Bart Meuleman (nl), Herwig Ilegems (nl), Luk Perceval et Stef Lernous (nl) et joue avec diverses compagnies dont HETPALEIS (nl), Laika (nl), Het Toneelhuis, LOD muziektheater (nl) (Gand) et Abattoir Fermé (nl).
Également créatrice, la comédienne écrit son propre solo, Toren, et monte l'installation Brief pour laquelle elle obtient le prix Dioraphtestimulerings en 2010. Elle écrit aussi dix-sept monologues pour l'exposition Vrouwen van Vlaanderen (Femmes de Flandre).
Conjointement, Ruth Becquart apparaît régulièrement à la télévision comme invitée entre autres dans les séries Aspe, Code 37 et Witse. Au cinéma, elle joue notamment dans Left Bank (2008) et Dirty Mind (2009), deux films dirigé par Pieter Van Hees.
En 2012, elle joue un des rôles principaux dans la série télévisée Clan et, toujours à la télévision, elle est dans la distribution de Ollie Hartmoed (Het gordijnpaleis van Ollie Hartmoed) de Norbert ter Hall. Elle est la princesse Astrid en 2013 dans Albert II, la série de fiction sur le roi Albert II.

## Filmographie

### Comme actrice

#### Cinéma
- 2004 : Sed Lex de Siga Van De Velde : Kim (court-métrage)
- 2008 : Left Bank (Linkeroever) de Pieter Van Hees : Hella
- 2009 : Dirty Mind de Pieter Van Hees : Cathy, la prostituée
- 2010 : Het bijzondere leven van Rocky De Vlaminck de Kevin Meul : Céline De Vlaminck (court-métrage)
- 2012 : Brasserie romantique (Brasserie Romantiek) de Joël Vanhoebrouck : Mia
- 2013 : Smoorverliefd de Hilde Van Mieghem : Sabine
- 2015 : Wat mannen willen de Filip Peeters : Laura
- 2017 : Angle mort de Nabil Ben Yadir : Leen
- 2022 : La Maison d'Anissa Bonnefont : la dame
- 2023 : The Chapel de Dominique Deruddere : Sara Rogiers
- 2024 : Julie se tait (Julie Zwijgt) de Leonardo Van Dijl : Liesbeth [1]
- 2024 : A Beautiful Imperfection (Een schitterend gebrek) de Michiel van Erp : Zelide
- 2024 : BXL de Mounir Ait Hamou  et Ish Ait Hamou : Elke
- 2025 : L'Âge mûr de Jean-Benoît Ugeux : Nathalie

#### Télévision
- 2003 : Flikken de Wim Danckaert, épisode Kassa : Kristina De Wit
- 2005 : De wet volgens Milo de Guy Goossens : Gabriella
- 2006 : Witse de Melinda van Berlo : Mischa
- 2007 : Kinderen van Dewindt : la journaliste
- 2009 : Code 37 de Jacob Verbruggen : Nina Verhaegen
- 2010 : Aspe de Mathias Coppens (1 épisode)
- 2010 : De Rodenburgs de Christophe Ameye : le médecin (2 épisodes)
- 2011 : De Ronde de Jan Eelen : Lyn
- 2011 : Ollie Hartmoed de Norbert ter Hall : Wanda Hartmoed
- 2011 : Rang 1 de Toon Slembrouck
- 2012 : Clan de Kaat Beels et Nathalie Basteyns : Birgit Goethals (10 épisodes)
- 2013 : Zuidflank de Hendrik Moonen : Joke Willems
- 2013 : Albert II de Frank Van Mechelen : princesse Astrid
- 2014 : Aspe de Kurt Vervaeren : Lnda Goethals (1 épisode)
- 2018-2020 : Over Water (S1)[pas clair] : Benedicte De Pelsmaecker  (18 épisodes)
- 2020 : Undercover : Nathalie Geudens
- 2020 : Over Water (S2)[pas clair] : Benedicte De Pelsmaecker
- 2023 : Kapningen (série) : Christine Renier (3 épisodes)
- 2023 : 1985 (série) : Magda Vernaillen (8 épisodes)
- 2023 : Déjà Vu - Alles is Voorbestemd (série) : Marie Declerck (6 épisodes)
- 2023-2025 : Knokke Off (série) : Eléonore (17 épisodes)
- 2024 : Sphinx (série) : Fenna Franken (6 épisodes)
- 2024 : Medisch Centrum West (série) : Mevrouw Bergsma (1 épisode)

### Comme scénariste
- 2024 : Julie se tait (Julie Zwijgt) de Leonardo Van Dijl